# フェデラルウェイ (ワシントン州)
フェデラルウェイ（Federal Way）は、アメリカ合衆国ワシントン州キング郡の都市である。人口は10万1030人（2020年国勢調査）。シアトルの南方に位置している。

## 概要
1990年に法人化した若い都市である。名称は市内を通る幹線道路の名前から来ている。連邦政府の予算で建設されたため「連邦道路」（フェデラルウェイ）と呼ばれた。現在はワシントン州に移管されており「州道99号線」が公式名である。
かつてフェデラルウェイにはウェアーハウザーの本社があり、木材加工は町の主要産業だった。近年はベッドタウン化が進行しており、住宅地の造成が盛んである。コリアタウンがあり中心街には韓国人が経営する事業所が点在している。韓国人向け現地メディアもある。

## 地理
アメリカ合衆国統計局によると、総面積54.8 km2 (21.1 mi2) である。このうち54.5 km2 (21.0 mi2) が陸地であり、0.3 km2 (0.1 mi2) (0.61%) が水地である。 

## 住民
2000年国勢調査では、人口83,259人、31,437世帯、21,251家族が暮らしている。人口密度は1,528.6/km2 (3,959.4/mi2) である。598.2/km2 (1,549.4/mi2) の平均的な密度に32,581軒の住宅が建っている。この都市の人種的な構成は白人61.1%、アフリカン・アメリカン8.7%、ネイティブ・アメリカン0.8%、アジア17.5%、太平洋諸島系3.0%、その他の人種4.2%、混血4.5%である。この人口の10.5%はヒスパニックまたはラテン系である。
全世帯のうち、18歳未満の子供と同居している世帯が7.0%、夫婦のみの世帯が50.6%、未婚女性の世帯が12.2%であり、32.4%は家族を持たない。個人名義の世帯主が24.6%、そのうち65歳以上が5.4%である。世帯ごとの平均人数は2.63人、家族ごとの平均人数は3.17人である。
18歳未満の未成年が28.2%、18歳以上24歳以下が9.9%、25歳以上44歳以下が33.1%、45歳以上64歳以下が21.1%、65歳以上が7.6%、平均年齢は32歳である。女性100人に対して男性は96.8人である。18歳以上の女性100人に対して男性は93.6人である。
この都市の世帯ごとの平均的な収入は49,278 USドルであり、家族ごとの平均的な収入は55,833 USドルである。男性は41,504 USドルに対して女性は30,448 USドルの平均的な収入がある。この都市の一人当たりの収入 (per capita income) は22,451 USドルである。人口の6.9%及び家族の9.3%の収入は貧困線以下である。全人口のうち18歳未満の12.5%及び65歳以上の6.5%は貧困線以下の生活を送っている。

## 姉妹都市
- 八戸市 (日本)
- 東海市 (大韓民国)

## 関係者
- ハンク・コンガー - 野球選手
- サム・キム - 歌手
- マイケル・マグレイディ - 俳優
- ケリン・ロウ - サッカー選手
- イアム・トンギ - 歌手